# Maurice Morris
Maurice Autora Morris (Chester, 1º dicembre 1979) è un ex giocatore di football americano statunitense che ha militato nel ruolo di running back nella National Football League (NFL). Fu scelto nel corso del secondo giro (54º assoluto) del Draft NFL 2002 dai Seattle Seahawks. Al college giocò a football all'Università dell'Oregon.

## Carriera
Morris fu scelto nel corso del secondo giro del Draft 2002 dai Seattle Seahawks e fino al 2004 giocò principalmente come kick returner. Nel 2005 giocò poco come running back, chiuso da Shaun Alexander, l'MVP della NFL quella stagione, anche se il suo contributo venne notato dai compagni di squadra. Alexander disse in un'intervista al Seattle Times del 17 agosto 2006 che Morris avrebbe potuto giocare come titolare in una decina di squadre nella NFL.
Nei playoff del 2005, quando i Seahawks incontrarono i Washington Redskins, Alexander dovette uscire dalla gara a causa di una commozione cerebrale e Morris lo sostituì adeguatamente, contribuendo alla vittoria di Seattle.
Durante la stagione, Alexander fu fuori per sei partite e Morris giocò al suo posto. Terminò la stagione con 604 yard corse disputando tutte le 16 partite. La sua miglior stagione fu quella del 2007 in cui corse 628 yard, 4 touchdown su corsa e uno su ricezione in 14 gare.
Quando i Seahawks firmarnno Julius Jones e svincolarono Shaun Alexander prima della stagione 2008, sembrò che Morris sarebbe tornato a giocare come riserva. Anche se Jones corse più volte di Morris nella stagione regolare (158 contro 132), Maurice giocò probabilmente meglio e ricevette la maggior parte dei palloni nel finale di stagione.

### Detroit Lions
Il 27 febbraio 2009, Morris firmò un contratto triennale da 7 milioni di dollari coi Detroit Lions. Rimase per tre stagioni a Detroit, segnando un massimo in carriera di 5 touchdown su corsa nella stagione 2010. Si ritirò dopo la stagione 2011.

## Palmarès
- National Football Conference Championship: 1

Seattle Seahawks: 2005